# Deutsche Botschaft Antananarivo
Die Deutsche Botschaft Antananarivo ist die offizielle diplomatische Vertretung der Bundesrepublik Deutschland in der Republik Madagaskar. Der Leiter der Vertretung ist in der Republik Mauritius nebenakkreditiert.

## Lage und Gebäude
Die Botschaft befindet sich in einem Bürogebäude im Stadtzentrum von Antananarivo in 101, Rue du Pasteur Rabeony Hans (Lalana Pastora Rabeony Hans), Antananarivo 101.

## Organisation
Seit dem 16. April 2012 handelt es sich bei der Botschaft um eine Kleinstvertretung. Dies bedeutet, dass konsularische Dienstleistungen nach Antragstellung vor Ort von der Botschaft Daressalam (Tansania) bearbeitet werden Diese unterstützt die Botschaft Antananarivo auch in Verwaltungsangelegenheiten.
Die Erteilung von Kurzzeitvisa (Schengen) erledigt die Botschaft Frankreichs in Antananarivo für Deutschland. Anträge auf Langzeitvisa können vor Ort gestellt werden; sie werden zur Bearbeitung an die Botschaft Daressalam weitergeleitet, die die ggf. visierten Pässe zur Aushändigung wieder nach Antananarivo schickt.
In Mauritius ist für konsularische Angelegenheiten (wie Notfälle von deutschen Staatsangehörigen) die Botschaft Pretoria (Südafrika) zuständig.

## Geschichte
Das Deutsche Reich ernannte bereits im Jahr 1879 einen Konsul, der seinen Sitz jedoch nicht in Antananarivo hatte. 1883 wurden in einem Freundschaftsvertrag offiziell diplomatische Beziehungen aufgenommen. Diese wurden jedoch obsolet, als Frankreich sich 1896 als Kolonialmacht etablierte und Madagaskar seine staatliche Souveränität verlor.
Einen Tag nach Erlangung der Unabhängigkeit von Frankreich, am 27. Juni 1960 eröffnete die Bundesrepublik Deutschland eine Botschaft im damaligen Tananarive.
Die DDR nahm 1974 diplomatische Beziehungen mit Madagaskar auf, die bis zum Jahr 1980 von dem nebenakkreditierten Botschafter in Daressalam wahrgenommen wurden. Bis zum Beitritt der DDR zur Bundesrepublik Deutschland 1990 residierten Botschafter der DDR in Antananarivo.